# Espanya als Jocs Olímpics d'estiu de 1972
Espanya va estar representada als Jocs Olímpics d'Estiu de 1972 celebrats a Múnic, Alemanya Occidental, per 123 esportistes (118 homes i 5 dones) que competiren en 17 esports. El portador de la bandera a la cerimònia d'obertura fou Francisco Fernández Ochoa, esquiador que no va participar en cap prova.

## Medaller
L'equip olímpic espanyol va aconseguir les següents medalles:
| Esport | Or | Plata | Bronze | Total |
| Boxa   | 0  | 0     | 1      | 1     |
| Total  | 0  | 0     | 1      | 1     |

## Medallistes
| Esportistes       | Esport | Esdeveniment     | Data           |
| ----------------- | ------ | ---------------- | -------------- |
| Bronze            |        |                  |                |
| Enrique Rodríguez | Boxa   | -48 kg masculins | 11 de setembre |

## Esports
| Esport             | Homes | Dones | Total |
| ------------------ | ----- | ----- | ----- |
| Atletisme          | 11    | 0     | 11    |
| Bàsquet            | 12    | 0     | 12    |
| Boxa               | 4     | 0     | 4     |
| Ciclisme           | 8     | 0     | 8     |
| Gimnàstica         | 3     | 1     | 4     |
| Halterofília       | 1     | 0     | 1     |
| Handbol            | 15    | 0     | 15    |
| Hípica             | 4     | 0     | 4     |
| Hoquei sobre herba | 18    | 0     | 18    |
| Natació            | 7     | 2     | 9     |
| Judo               | 1     | 0     | 1     |
| Piragüisme         | 4     | 0     | 4     |
| Salts              | 1     | 1     | 2     |
| Tir                | 9     | 0     | 9     |
| Tir amb arc        | 1     | 1     | 2     |
| Vela               | 7     | 0     | 7     |
| Waterpolo          | 11    | 0     | 11    |
| Total              | 117   | 5     | 122   |

## Atletisme
Vegeu Atletisme als Jocs Olímpics d'estiu de 1972

### Masculí
Pista i ruta
| Esportista                                                     | Esdeveniment    | Eliminatòria  | Eliminatòria  | Quarts de final | Quarts de final | Semifinals          | Semifinals          | Final               | Final               |
| Esportista                                                     | Esdeveniment    | Resultat      | Posició       | Resultat        | Posició         | Resultat            | Posició             | Resultat            | Posició             |
| -------------------------------------------------------------- | --------------- | ------------- | ------------- | --------------- | --------------- | ------------------- | ------------------- | ------------------- | ------------------- |
| Javier Álvarez                                                 | 5.000 m         | 13:35.4       | 6 Q           |                 |                 |                     |                     | 13:41.8             | 10                  |
| Javier Álvarez                                                 | 10.000 m        | 28:08.58      | 3 Q           |                 |                 |                     |                     | 28:56.38            | 12                  |
| Agustín Fernández                                              | Marató          |               |               |                 |                 |                     |                     | 2:27:14             | 39                  |
| Antonio Fernández                                              | 800 m           | Desqualificat | Desqualificat |                 |                 | No es classificà    | No es classificà    | No es classificà    | No es classificà    |
| Francisco García                                               | 200 m           | 20.89         | 2 Q           | 20.77           | 5               | No es classificà    | No es classificà    | No es classificà    | No es classificà    |
| Manuel Gayoso                                                  | 800 m           | 1:47.5        | 3 Q           |                 |                 | 1:47.7              | 5                   | No es classificà    | No es classificà    |
| Mariano Haro Cisneros                                          | 5.000 m         | 13:35.4       | 6 Q           |                 |                 |                     |                     | No participà        | No participà        |
| Mariano Haro Cisneros                                          | 10.000 m        | 27:55.89      | 2 Q           |                 |                 |                     |                     | 27:48.14            | 4                   |
| Carlos Pérez                                                   | Marató          |               |               |                 |                 |                     |                     | 2:33:22             | 50                  |
| Manuel Soriano                                                 | 400 m tanques   | 50.88         | 5             |                 |                 | No es classificà    | No es classificà    | No es classificà    | No es classificà    |
| José Luis Sánchez Luis Sarría Manuel Carballo Francisco García | Relleus 4x100 m | No acabaren   | No acabaren   |                 |                 | No es classificaren | No es classificaren | No es classificaren | No es classificaren |

## Bàsquet
Vegeu Bàsquet als Jocs Olímpics d'estiu de 1972

### Masculí
Jugadors
| - Wayne Brabender - Francisco Buscato - Carmelo Cabrera - Juan Corbalán - Miguel Ángel Estrada - Jesús Iradier |  | - Clifford Luyk - Enrique Margall - Vicente Ramos - Rafael Rullán - Gonzalo Sagi-Vela - Lluís Santillana |

Entrenador: Antonio Díaz-Miguel
Fase de grups − Grup A
| Equip          | J | G | P | PF  | PC  | Dif  | Punts |
| -------------- | - | - | - | --- | --- | ---- | ----- |
| Estats Units   | 7 | 7 | 0 | 542 | 312 | +230 | 14    |
| Cuba           | 7 | 6 | 1 | 560 | 445 | +115 | 13    |
| Brasil         | 7 | 4 | 3 | 561 | 490 | +71  | 11    |
| Txecoslovàquia | 7 | 4 | 3 | 493 | 489 | +4   | 11    |
| Espanya        | 7 | 3 | 4 | 486 | 500 | −4   | 10    |
| Austràlia      | 7 | 3 | 4 | 523 | 524 | −1   | 10    |
| Japó           | 7 | 1 | 6 | 442 | 643 | −201 | 8     |
| Egipte         | 7 | 0 | 7 | 440 | 644 | −204 | 7     |

Resultats
| Ronda                | Data  | Hora  | Partit  | Partit  | Partit         |
| -------------------- | ----- | ----- | ------- | ------- | -------------- |
| Ronda preliminar − 1 | 27/08 | 20:00 | Espanya | 79 − 74 | Austràlia      |
| Ronda preliminar − 2 | 28/08 | 16:00 | Cuba    | 74 − 53 | Espanya        |
| Ronda preliminar − 3 | 29/08 | 09:00 | Brasil  | 72 − 69 | Espanya        |
| Ronda preliminar − 4 | 30/08 | 10:30 | Egipte  | 58 − 72 | Espanya        |
| Ronda preliminar − 5 | 01/09 | 21:30 | Japó    | 76 − 87 | Espanya        |
| Ronda preliminar − 6 | 02/09 | 18:30 | Espanya | 56 − 72 | Estats Units   |
| Ronda preliminar − 7 | 03/09 | 10:30 | Espanya | 70 − 74 | Txecoslovàquia |
| Novè/Dotzè           | 05/09 |       | Espanya | 76 − 87 | Polònia        |
| Onzè/Dotzè           | 08/09 |       | Espanya | 84 − 83 | RFA            |

## Boxa
Vegeu Boxa als Jocs Olímpics d'estiu de 1972
| Esportista               | Esdeveniment   | 1a ronda             | 2a ronda                  | 3a ronda                 | Quarts de final          | Semifinals           | Final/FC         | Final/FC         |
| ------------------------ | -------------- | -------------------- | ------------------------- | ------------------------ | ------------------------ | -------------------- | ---------------- | ---------------- |
| Enrique Rodríguez        | −48 kg masculí | A. Turei (ROM) V 3:2 | D Armstrong (EUA) V 5:0   |                          | R. Carbonell (CUB) V 4:1 | U-g. Kim (PRK) D 2:3 |                  | 3                |
| Antonio García           | −51 kg masculí | –                    | N. Batsuren (MGL) D 1:4   | No es classificà         | No es classificà         | No es classificà     | No es classificà | No es classificà |
| Juan Francisco Rodríguez | −54 kg masculí | L. Ávila (PAN) V 5−0 | A. Cosentino (FRA) V 4−1  | K-S. Koh (KOR) V 5−0     | A. Zamora (MEX) D KO-2   | No es classificà     | No es classificà | No es classificà |
| Antonio Rubio            | −57 kg masculí | –                    | J. Thangata (MAW) V TKO-3 | H. Kinyogoli (TAN) V 5:0 | C. Rojas (COL) D DSQ-2   | No es classificà     | No es classificà | No es classificà |

## Ciclisme
Vegeu Ciclisme als Jocs Olímpics d'Estiu de 1972

### Ciclisme en pista
Persecució
| Esportista     | Esdeveniment          | Eliminatòria | Eliminatòria | Quarts de final  | Quarts de final  | Semifinals       | Semifinals       | Final            | Final            |
| Esportista     | Esdeveniment          | Temps        | Posició      | Temps            | Posició          | Temps            | Posició          | Temps            | Posició          |
| -------------- | --------------------- | ------------ | ------------ | ---------------- | ---------------- | ---------------- | ---------------- | ---------------- | ---------------- |
| Miquel Espinós | Persecució individual | 5:03.26      | 17           | No es classificà | No es classificà | No es classificà | No es classificà | No es classificà | No es classificà |

Velocitat
| Esportista   | Esdeveniment         | Primera ronda | Primera ronda | Primera repesca | Primera repesca | Segona ronda     | Segona ronda     | Segona repesca   | Segona repesca   | Vuitens de final | Vuitens de final | Tercera repesca  | Tercera repesca  | Quarts de final  | Quarts de final  | Semifinals       | Semifinals       | Final            | Final   |
| Esportista   | Esdeveniment         | Temps         | Posició       | Temps           | Posició         | Temps            | Posició          | Temps            | Posició          | Temps            | Posició          | Temps            | Posició          | Temps            | Posició          | Temps            | Posició          | Temps            | Posició |
| ------------ | -------------------- | ------------- | ------------- | --------------- | --------------- | ---------------- | ---------------- | ---------------- | ---------------- | ---------------- | ---------------- | ---------------- | ---------------- | ---------------- | ---------------- | ---------------- | ---------------- | ---------------- | ------- |
| Félix Suárez | Velocitat individual | –             | 2 R           | –               | 2               | No es classificà | No es classificà | No es classificà | No es classificà | No es classificà | No es classificà | No es classificà | No es classificà | No es classificà | No es classificà | No es classificà | No es classificà | No es classificà | 30      |

### Ciclisme en ruta
| Esportista                                             | Esdeveniment              | Temps     | Posició       |
| ------------------------------------------------------ | ------------------------- | --------- | ------------- |
| Francisco Elorriaga                                    | Ruta masculina            | 4:15:13   | 16            |
| Jaime Huélamo                                          | Ruta masculina            | 4:15:04   | Desqualificat |
| Tomás Nistal                                           | Ruta masculina            | 4:17:09   | 54            |
| José Viejo                                             | Ruta masculina            | 4:17:09   | 37            |
| Francisco Elorriaga Carlos Melero José Tena José Viejo | Contrarellotge per equips | 2:15:37.7 | 12            |

## Gimnàstica
Vegeu Gimnàstica als Jocs Olímpics d'estiu de 1972

### Gimnàstica artística
Femení
| Esportista         | Esdeveniment               | Qualificació | Final            | Final            | Final            | Final            | Final            | Posició |
| Esportista         | Esdeveniment               | Qualificació | Aparells         | Aparells         | Aparells         | Aparells         | Total            | Posició |
| Esportista         | Esdeveniment               | Qualificació | T                | SC               | BA               | BE               | Total            | Posició |
| ------------------ | -------------------------- | ------------ | ---------------- | ---------------- | ---------------- | ---------------- | ---------------- | ------- |
| María José Sánchez | Concurs complet individual | 65,300       | No es classificà | No es classificà | No es classificà | No es classificà | No es classificà | 112     |

| Esportista         | Esdeveniment        | Qualificació | Qualificació | Qualificació | Qualificació | Final              | Final            | Final            | Final            |
| Esportista         | Esdeveniment        | Obligatori   | Voluntari    | Total        | Posició      | Mitja qualificació | Final            | Total            | Posició          |
| ------------------ | ------------------- | ------------ | ------------ | ------------ | ------------ | ------------------ | ---------------- | ---------------- | ---------------- |
| María José Sánchez | Terra               | 8,55         | 8,70         | 17,25        | 90           | No es classificà   | No es classificà | No es classificà | No es classificà |
| María José Sánchez | Salt sobre cavall   | 8,00         | 8,45         | 16,45        | 114          | No es classificà   | No es classificà | No es classificà | No es classificà |
| María José Sánchez | Barres asimètriques | 8,05         | 8,90         | 16,95        | 87           | No es classificà   | No es classificà | No es classificà | No es classificà |
| María José Sánchez | Barra d'equilibris  | 8,40         | 6,25         | 14,65        | 118          | No es classificà   | No es classificà | No es classificà | No es classificà |

Masculí
| Esportista       | Esdeveniment               | Qualificació | Final            | Final            | Final            | Final            | Final            | Final            | Final            | Posició |
| Esportista       | Esdeveniment               | Qualificació | Aparells         | Aparells         | Aparells         | Aparells         | Aparells         | Aparells         | Total            | Posició |
| Esportista       | Esdeveniment               | Qualificació | T                | CA               | A                | SC               | BP               | BF               | Total            | Posició |
| ---------------- | -------------------------- | ------------ | ---------------- | ---------------- | ---------------- | ---------------- | ---------------- | ---------------- | ---------------- | ------- |
| José Ginés       | Concurs complet individual | 99,35        | No es classificà | No es classificà | No es classificà | No es classificà | No es classificà | No es classificà | No es classificà | 96      |
| Agustín Sandoval | Concurs complet individual | 100,85       | No es classificà | No es classificà | No es classificà | No es classificà | No es classificà | No es classificà | No es classificà | 91      |
| Cecilio Ugarte   | Concurs complet individual | 101,15       | No es classificà | No es classificà | No es classificà | No es classificà | No es classificà | No es classificà | No es classificà | 89      |

| Esportista       | Esdeveniment       | Qualificació | Qualificació | Qualificació | Qualificació | Final              | Final            | Final            | Final            |
| Esportista       | Esdeveniment       | Obligatori   | Voluntari    | Total        | Posició      | Mitja qualificació | Final            | Total            | Posició          |
| ---------------- | ------------------ | ------------ | ------------ | ------------ | ------------ | ------------------ | ---------------- | ---------------- | ---------------- |
| José Ginés       | Barra fixa         | 7,25         | 8,55         | 15,80        | 98           | No es classificà   | No es classificà | No es classificà | No es classificà |
| José Ginés       | Barres paral·leles | 8,70         | 8,90         | 17,60        | 75           | No es classificà   | No es classificà | No es classificà | No es classificà |
| José Ginés       | Cavall amb arcs    | 7,00         | 7,40         | 14,40        | 103          | No es classificà   | No es classificà | No es classificà | No es classificà |
| José Ginés       | Anelles            | 7,55         | 8,30         | 15,85        | 106          | No es classificà   | No es classificà | No es classificà | No es classificà |
| José Ginés       | Salt sobre cavall  | 8,70         | 9,00         | 17,70        | 83           | No es classificà   | No es classificà | No es classificà | No es classificà |
| Agustín Sandoval | Barra fixa         | 8,70         | 8,50         | 17,20        | 75           | No es classificà   | No es classificà | No es classificà | No es classificà |
| Agustín Sandoval | Barres paral·leles | 8,55         | 8,65         | 17,20        | 88           | No es classificà   | No es classificà | No es classificà | No es classificà |
| Agustín Sandoval | Cavall amb arcs    | 7,80         | 8,20         | 16,00        | 86           | No es classificà   | No es classificà | No es classificà | No es classificà |
| Agustín Sandoval | Anelles            | 8,00         | 8,25         | 16,25        | 98           | No es classificà   | No es classificà | No es classificà | No es classificà |
| Agustín Sandoval | Salt sobre cavall  | 8,60         | 8,70         | 17,30        | 100          | No es classificà   | No es classificà | No es classificà | No es classificà |
| Cecilio Ugarte   | Barra fixa         | 7,30         | 8,45         | 15,75        | 99           | No es classificà   | No es classificà | No es classificà | No es classificà |
| Cecilio Ugarte   | Barres paral·leles | 8,50         | 8,95         | 17,45        | 81           | No es classificà   | No es classificà | No es classificà | No es classificà |
| Cecilio Ugarte   | Cavall amb arcs    | 7,70         | 7,60         | 15,30        | 94           | No es classificà   | No es classificà | No es classificà | No es classificà |
| Cecilio Ugarte   | Anelles            | 8,65         | 8,85         | 17,50        | 58           | No es classificà   | No es classificà | No es classificà | No es classificà |
| Cecilio Ugarte   | Salt sobre cavall  | 8,80         | 9,20         | 18,00        | 54           | No es classificà   | No es classificà | No es classificà | No es classificà |

## Halterofília
Vegeu Halterofília als Jocs Olímpics d'estiu de 1972
| Esportista       | Esdeveniment     | Pressió rere clatell | Pressió rere clatell | Pressió rere clatell | Pressió rere clatell | Arrencada | Arrencada | Arrencada | Arrencada | Dos temps | Dos temps | Dos temps | Dos temps | Total | Posició |
| Esportista       | Esdeveniment     | 1                    | 2                    | 3                    | R                    | 1         | 2         | 3         | R         | 1         | 2         | 3         | R         | Total | Posició |
| ---------------- | ---------------- | -------------------- | -------------------- | -------------------- | -------------------- | --------- | --------- | --------- | --------- | --------- | --------- | --------- | --------- | ----- | ------- |
| Francisco Mateos | −67,5 kg masculí | 127,5                | 132,5                | 132,5                | 132,5                | 112,5     | 112,5     | 117,5     | 117,5     | 147,5     | 152,5     | 152,5     | 147,5     | 397,5 | 14      |

## Handbol
Vegeu Handbol als Jocs Olímpics d'Estiu de 1972

### Masculí
Jugadors
| - Fernando de Andrés - Antonio Andreu - Miguel Ángel Cascallana - Javier García - Jesús Guerrero - Juan Miguel Igartua - Santos Labaca - Francisco López |  | - Juan Antonio Medina - Juan Morera - Vicente Ortega - José Perramón - José Rochel - José Manuel Taure - José Faustino Villamarín |

Entrenador:
Fase de grups − Grup C
| Equip   | J | G | E | P | GF | GC | Dif | Punts |
| ------- | - | - | - | - | -- | -- | --- | ----- |
| Romania | 3 | 3 | 0 | 0 | 46 | 37 | +9  | 6     |
| RFA     | 3 | 1 | 1 | 1 | 39 | 38 | +1  | 3     |
| Noruega | 3 | 1 | 1 | 1 | 48 | 50 | -2  | 3     |
| Espanya | 3 | 0 | 0 | 3 | 39 | 47 | −8  | 0     |

Resultats
| Ronda                | Data  | Hora | Partit              | Partit  | Partit       |
| -------------------- | ----- | ---- | ------------------- | ------- | ------------ |
| Ronda preliminar − 1 | 30/08 |      | Alemanya Occidental | 13 − 10 | Espanya      |
| Ronda preliminar − 2 | 01/09 |      | Romania             | 15 − 12 | Espanya      |
| Ronda preliminar − 3 | 03/09 |      | Noruega             | 19 − 17 | Espanya      |
| Tretzè/Setzè         | 07/09 |      | Espanya             | 20 − 22 | Estats Units |
| Quinzè/Setzè         | 09/09 |      | Tunísia             | 20 − 23 | Espanya      |

## Hípica
Vegeu Hípica als Jocs Olímpics d'estiu de 1972
Salts d'obstacles
| Esportista                                                        | Cavall                                  | Esdeveniment | Ronda 1                    | Ronda 2                      | Total            | Posició |
| ----------------------------------------------------------------- | --------------------------------------- | ------------ | -------------------------- | ---------------------------- | ---------------- | ------- |
| Luis Álvarez                                                      | Appell                                  | Individual   | 24,00                      | No es classificà             | No es classificà | 43      |
| Enrique Martínez                                                  | Val de Loire                            | Individual   | 8,00                       | 12,00                        | 20,00            | 10      |
| Alfonso Segovia                                                   | Tic Tac                                 | Individual   | 4,00                       | 12,00                        | 16,00            | 8       |
| Luis Álvarez Luis Jaime Carvajal Enrique Martínez Alfonso Segovia | Appell Sunday Beau Val de Loire Tic Tac | Equips       | 4,00 7,00 12,00 67,2523,00 | 15,00 12,00 16,00 48,0043,00 | 66,00            | 7       |

## Hoquei sobre herba
Vegeu Hoquei sobre herba als Jocs Olímpics d'estiu de 1972

### Masculí
Equip
| - Jose Alustiza - Francesc Amat - Jaume Amat - Joan Amat - Jaume Arbós - Joan Arbós - Josep Borrell - Jorge Camiña - Luis Carrera |  | - Agustín Churruca - Francesc Fàbregas - Jordi Fàbregas - Antoni Nogués - Joan Quintana - Ramon Quintana - Josep Sallés - Francesc Segura - Lluís Antoni Twose |

Entrenador:
Fase de grups − Grup A
| Equip     | J | G | E | P | GF | GC | Dif | Punts |
| --------- | - | - | - | - | -- | -- | --- | ----- |
| RFA       | 7 | 6 | 1 | 0 | 17 | 5  | +12 | 13    |
| Pakistan  | 7 | 5 | 1 | 1 | 17 | 6  | +11 | 11    |
| Malàisia  | 7 | 4 | 1 | 2 | 9  | 7  | +2  | 9     |
| Espanya   | 7 | 2 | 4 | 1 | 9  | 8  | +1  | 8     |
| Bèlgica   | 7 | 2 | 1 | 4 | 8  | 14 | −6  | 5     |
| França    | 7 | 2 | 0 | 5 | 6  | 13 | −7  | 4     |
| Argentina | 7 | 0 | 3 | 4 | 4  | 9  | −5  | 3     |
| Uganda    | 7 | 0 | 3 | 4 | 6  | 14 | −8  | 3     |

Resultats
| Ronda                | Data  | Hora  | Partit     | Partit | Partit   |
| -------------------- | ----- | ----- | ---------- | ------ | -------- |
| Ronda preliminar − 1 | 27/08 | 10:30 | Argentina  | 1 − 1  | Espanya  |
| Ronda preliminar − 2 | 28/08 | 16:30 | Espanya    | 1 − 1  | Pakistan |
| Ronda preliminar − 3 | 29/08 | 15:00 | Espanya    | 0 − 0  | Malàisia |
| Ronda preliminar − 4 | 31/08 | 15:30 | Bèlgica    | 0 − 1  | Espanya  |
| Ronda preliminar − 5 | 01/09 | 10:00 | Espanya    | 3 − 2  | França   |
| Ronda preliminar − 6 | 03/09 | 10:30 | Espanya    | 1 − 2  | RFA      |
| Ronda preliminar − 7 | 04/09 | 10:00 | Uganda     | 2 − 2  | Espanya  |
| Cinquè/Vuitè         | 07/09 | 16:00 | Regne Unit | 2 − 0  | Espanya  |
| Setè/Vuitè           | 09/09 | 10:00 | Malàisia   | 1 − 2  | Espanya  |

## Natació
Vegeu Natació als Jocs Olímpics d'estiu de 1972
| Esportista                                                | Esdeveniment    | Sèrie   | Sèrie   | Semifinal        | Semifinal        | Final               | Final               |
| Esportista                                                | Esdeveniment    | Temps   | Posició | Temps            | Posició          | Temps               | Posició             |
| --------------------------------------------------------- | --------------- | ------- | ------- | ---------------- | ---------------- | ------------------- | ------------------- |
| Pere Balcells                                             | 100 m braça     | 1:09.37 | 5       | No es classificà | No es classificà | No es classificà    | No es classificà    |
| Pere Balcells                                             | 200 m braça     | 2:29.29 | 3       |                  |                  | No es classificà    | No es classificà    |
| Aurora Chamorro                                           | 100 m papallona | 1:08.39 | 5       |                  |                  | No es classificà    | No es classificà    |
| Jordi Comas                                               | 100 m lliures   | 53.70   | 9 Q     | 53.92            | 13               | No es classificà    | No es classificà    |
| Antonio Corell                                            | 400 m lliures   | 4:17.81 | 6       |                  |                  | No es classificà    | No es classificà    |
| Arturo Lang-Lenton                                        | 100 m papallona | 59.22   | 5       | No es classificà | No es classificà | No es classificà    | No es classificà    |
| Nieves Panadell                                           | 200 m braça     | 2:51.50 | 5       |                  |                  | No es classificà    | No es classificà    |
| Jordi Comas Antoni Culebras Enrique Melo José Pujol       | 4x100 m lliures | 3:38.77 | 4 Q     |                  |                  | 3:38.21             | 8                   |
| Enrique Melo Pere Balcells Arturo Lang-Lenton Jordi Comas | 4x100 m estils  | 4:03.73 | 5       |                  |                  | No es classificaren | No es classificaren |

## Judo
Vegeu Judo als Jocs Olímpics d'estiu de 1972
| Esportista     | Esdeveniment             | 1/32 de final        | Setzens de final | Vuitens de final | Quarts de final  | Semifinal        | Repesca          | Final/FC         | Final/FC |
| -------------- | ------------------------ | -------------------- | ---------------- | ---------------- | ---------------- | ---------------- | ---------------- | ---------------- | -------- |
| Santiago Ojeda | +93 kg masculins         |                      | K. Glahn (RFA) D | No es classificà | No es classificà | No es classificà | No es classificà | No es classificà |          |
| Santiago Ojeda | Categoria Open masculina | M. Shinomaki (JPN) D | No es classificà | No es classificà | No es classificà | No es classificà | No es classificà | No es classificà |          |

## Piragüisme
Vegeu Piragüisme als Jocs Olímpics d'estiu de 1972
| Esportista                                                    | Esdeveniment        | Sèrie   | Sèrie   | Repesca | Repesca | Semifinal           | Semifinal           | Final               | Final               |
| Esportista                                                    | Esdeveniment        | Temps   | Posició | Temps   | Posició | Temps               | Posició             | Temps               | Posició             |
| ------------------------------------------------------------- | ------------------- | ------- | ------- | ------- | ------- | ------------------- | ------------------- | ------------------- | ------------------- |
| José María Esteban Herminio Menéndez                          | K2 1000 m masculins | 3:53.92 | 7 QR    | 3:40.54 | 2 QS    | 3:35.46             | 4                   | No es classificaren | No es classificaren |
| José María Esteban Álvaro López Herminio Menéndez Javier Sanz | K4 1000 m masculins | 3:34.19 | 6 QR    | 3:21.07 | 4       | No es classificaren | No es classificaren | No es classificaren | No es classificaren |

## Salts
Vegeu Salts als Jocs Olímpics d'estiu de 1972
| Esportista   | Esdeveniment            | Sèrie  | Sèrie   | Final            | Final            |
| Esportista   | Esdeveniment            | Punts  | Posició | Punts            | Posició          |
| ------------ | ----------------------- | ------ | ------- | ---------------- | ---------------- |
| Carmen Belén | Trampolí 3 m femení     | 157,95 | 25      | No es classificà | No es classificà |
| Jorge Head   | Plataforma 10 m masculí | 243,27 | 34      | No es classificà | No es classificà |

## Tir
Vegeu Tir als Jocs Olímpics d'estiu de 1972
| Esportista       | Esdeveniment        | Final | Final   |
| Esportista       | Esdeveniment        | Punts | Posició |
| ---------------- | ------------------- | ----- | ------- |
| Juan Ávalos      | Skeet               | 182   | 45      |
| José Luis Calvo  | Rifle estesa 50 m   | 587   | 64      |
| Damián Cerdá     | Pistola 25 m        | 586   | 15      |
| Luis del Cerro   | Rifle estesa 50 m   | 590   | 49      |
| Jaime González   | Pistola 25 m        | 592   | 5       |
| Miguel Marina    | Skeet               | 192   | 11      |
| Severino Requejo | Pistola lliure 50 m | 536   | 41      |
| Ricardo Sancho   | Fossa               | 191   | 9       |
| Eladi Vallduví   | Fossa               | 191   | 10      |

## Tir amb arc
Vegeu Tir amb arc als Jocs Olímpics d'estiu de 1972
| Esportista          | Esdeveniment       | Ronda 1   | Ronda 1 | Ronda 2   | Ronda 2 | Final     | Final   |
| Esportista          | Esdeveniment       | Puntuació | Posició | Puntuació | Posició | Puntuació | Posició |
| ------------------- | ------------------ | --------- | ------- | --------- | ------- | --------- | ------- |
| Emilio Ramos        | Individual masculí | 1.092     | 48      | 1.107     | 49      | 2.199     | 49      |
| María Teresa Romero | Individual femení  | 1.169     | 13      | 1.178     | 10      | 2.347     | 13      |

## Vela
Vegeu Vela als Jocs Olímpics d'estiu de 1972
| Esportista                                                      | Esdeveniment | Curses | Curses | Curses | Curses | Curses | Curses | Curses | Total punts | Punts nets | Posició |
| Esportista                                                      | Esdeveniment | 1      | 2      | 3      | 4      | 5      | 6      | 7      | Total punts | Punts nets | Posició |
| --------------------------------------------------------------- | ------------ | ------ | ------ | ------ | ------ | ------ | ------ | ------ | ----------- | ---------- | ------- |
| Joan Carles de Borbó Gonzalo Fernández de Córdoba Félix Gancedo | Dragon       | 17,0   | 17,0   | 8,0    | 26,0   | 26,0   | 17,0   |        | 111,0       | 85,0       | 15      |
| Gerardo Seeliger                                                | Finn         | 36,0   | 33,0   | 39,0   | 15,0   | 37,7   | 41,0   | 19,0   | 220,0       | 179,0      | 28      |
| Ramón Balcells Ramon Balcells Juan Llort                        | Soling       | 15,0   | 29,0   | 3,0    | 16,0   | 18,0   | 24,0   |        | 105,0       | 76,0       | 9       |

## Waterpolo
Vegeu Waterpolo als Jocs Olímpics d'estiu de 1972

### Masculí
Jugadors
| - Alfonso Cánovas - Luis Bestit - Salvador Franch - Enrique Guardia - Juan Jané - José Padrós | - Poncio Puigdevall - Juan Rubio - Juan Sans - Gabriel Soler - Gaspar Ventura |

Entrenador:
Fase de grups − Ronda preliminar − Grup C
| Equip          | J | G | E | P | PF | PC | Dif | Punts |
| -------------- | - | - | - | - | -- | -- | --- | ----- |
| Unió Soviètica | 4 | 4 | 0 | 0 | 30 | 9  | +21 | 8     |
| Itàlia         | 4 | 3 | 0 | 1 | 27 | 16 | +11 | 6     |
| Espanya        | 4 | 2 | 0 | 2 | 19 | 22 | −3  | 4     |
| Bulgària       | 4 | 1 | 0 | 3 | 18 | 25 | −7  | 2     |
| Japó           | 4 | 0 | 0 | 4 | 14 | 36 | −22 | 0     |

Fase de grups − Ronda final − Grup II
| Pos. | Equip         | J | G | E | P | PF | PC | Dif |
| ---- | ------------- | - | - | - | - | -- | -- | --- |
| 7.   | Països Baixos | 5 | 4 | 1 | 0 | 29 | 20 | +9  |
| 8.   | Romania       | 5 | 3 | 1 | 1 | 24 | 19 | +5  |
| 9.   | Cuba          | 5 | 3 | 1 | 1 | 24 | 23 | +1  |
| 10.  | Espanya       | 5 | 2 | 0 | 3 | 26 | 26 | 0   |
| 11.  | Bulgària      | 5 | 0 | 2 | 3 | 17 | 23 | −6  |
| 12.  | Austràlia     | 5 | 0 | 1 | 4 | 18 | 27 | −9  |

Resultats
| Ronda                | Data  | Hora | Partit        | Partit | Partit         |
| -------------------- | ----- | ---- | ------------- | ------ | -------------- |
| Ronda preliminar − 1 | 27/08 |      | Espanya       | 5 − 4  | Japó           |
| Ronda preliminar − 2 | 29/08 |      | Itàlia        | 6 − 2  | Espanya        |
| Ronda preliminar − 3 | 30/08 |      | Espanya       | 5 − 8  | Unió Soviètica |
| Ronda preliminar − 4 | 31/08 |      | Espanya       | 6 − 4  | Bulgària       |
| Ronda final − 1      | 01/09 |      | Romania       | 7 − 4  | Espanya        |
| Ronda final − 2      | 02/09 |      | Austràlia     | 4 − 8  | Espanya        |
| Ronda final − 3      | 03/09 |      | Cuba          | 4 − 3  | Espanya        |
| Ronda final − 4      | 04/09 |      | Països Baixos | 7 − 5  | Espanya        |